# Payette Junction
Payette Junction az Amerikai Egyesült Államok északnyugati részén, Oregon állam Malheur megyéjében, az Oregon Route 52 és 201 csomópontjában, az idahói államhatár közelében elhelyezkedő önkormányzat nélküli település.

## Fordítás
- Ez a szócikk részben vagy egészben  a   Payette Junction, Oregon című angol Wikipédia-szócikk ezen változatának fordításán alapul.  Az eredeti cikk szerkesztőit annak laptörténete sorolja fel. Ez a jelzés csupán a megfogalmazás eredetét és a szerzői jogokat jelzi, nem szolgál a cikkben szereplő információk forrásmegjelöléseként.